# シニギワ
『シニギワ』は、福田健太郎による日本の漫画。『ジャンプGIGA』（集英社）において、2016 vol.1からvol.4まで連載された。短期連載である。

## 登場人物
要 守（かなめ まもる）
本作の主人公。人の肌に触れるとその死に際を見る能力を持っている。想いをよせる白石カナの死に際をみて、何とか運命を変えられないかと、奔走する。
白石 カナ（しらいし カナ）
本作のヒロイン。
神崎（かんざき）
いじめっ子。守によって、白石の代わりに死んだ。
明（あきら）
本来は、長生きできるはずだったが、守によって死に際を変えられ、小暮の代わりに死んだ。
小暮（こぐれ）
守によって、入学式に本来は死ぬはずだったが、代わりに明が死んだ。その数日後、交通事故で亡くなった。

## 反響
前作の『デビリーマン』が打ち切りとなった際、「小畑健が作画を担当していたら」など、福田の画力不足の声が寄せられていた。連載終了から1年も経っていなかった2016年7月6日、ジャンプ編集部が公開した本作のカラーイラストが、どこか小畑を思わせる画風となり、上達したと連載開始前から反響があった。

## 書誌情報
- 福田健太郎『シニギワ』集英社〈ジャンプ・コミックス〉、2016年12月2日発売[1][4]、ISBN 978-4-08-880875-8